# Chalepus atricornis
Chalepus atricornis is een keversoort uit de familie bladkevers (Chrysomelidae). De wetenschappelijke naam van de soort werd in 1835 gepubliceerd door Thomas Say.